# Elaine Kellett-Bowman
Dama Mary Elaine Kellett-Bowman, OBE (apellido de soltera Kay; 8 de julio de 1923 – 4 de marzo de 2014) fue una político conservadora británica, Miembro del Parlamento  por Lancaster durante 27 años entre 1970 y 1997.

## Biografía
Mary Elaine Kay era hija de Walter y Edith (nombre de soltera Leather) Kay, estudió en la The Mount School, York, St Anne's College, Oxford, y en Barnett House, Oxford, y se convirtió en abogada en 1964. Ocupó el cargo de concejala en Denbigh (1952–55), y el London Borough of Camden (1968–74). También fue gobernadora de Culford School (1963-2003).
Como Mary Kellett, se presentó en Nelson y Colne en las 1955, en Norfolk dos veces en 1959 y en Buckingham en 1964 y 1966. Fue miembro del Parlamento por Lancaster desde las 1970 hasta su jubilación en 1997. También ocupó el cargo de Diputada en el Parlamento Europeo por Cumbria en la delegación británica de 1975, y luego fue elegida para ser Europarlamentaria en 1979. Permaneció como eurodiputada hasta 1984, cuando renunció para concentrarse en su escaño en el Parlamento británico.

## Vida personal
Tuvo cuatro hijos con su primer marido, Charles Norman Kellett, pero éste murió en diciembre de 1959 en un accidente de tráfico. Ella, que también viajaba en el coche, tuvo severas heridas y pérdidas de memoria.
Se casó en segundas nupcias con Edward Bowman en junio de 1971; la pareja sirvieron juntos en Camden Borough Council y como miembros del Parlamento Europeo; ambos tomaron el apellido compartido de 'Kellett-Bowman'. 